# Moravia, Iowa
Moravia är en ort i Appanoose County i Iowa. Orten har fått sitt namn efter herrnhutismen som heter Moravian Church på engelska. Vid 2010 års folkräkning hade Moravia 665 invånare.